# Achaier

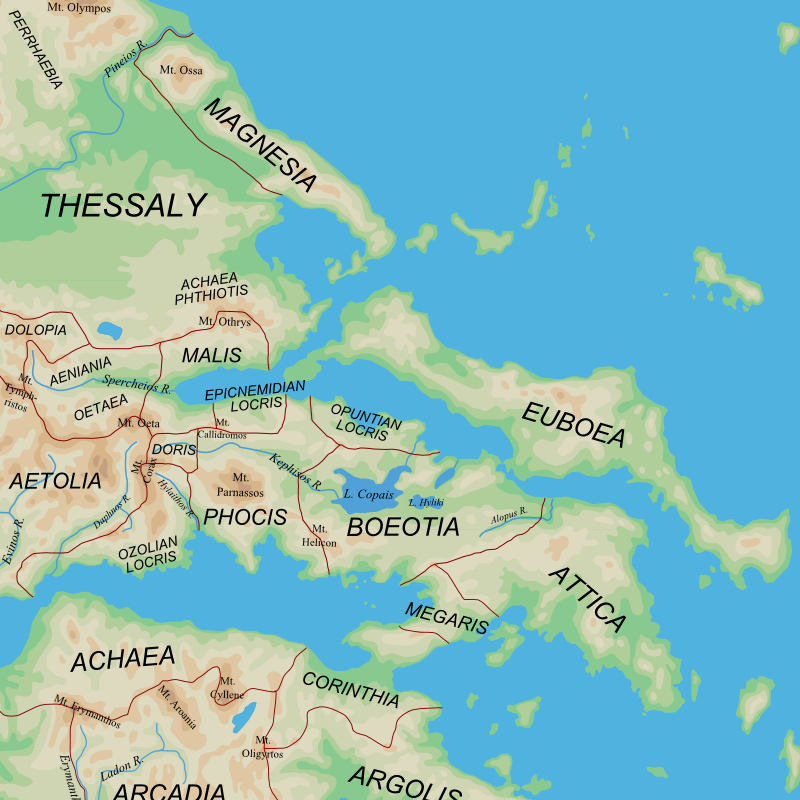
Lage von Achaia und Achaia Phthiotis

Als Achaier oder Achäer (griechisch Ἀχαιοί Achaioí) im engen Sinne wurde im antiken Griechenland die Bevölkerung der Landschaft Achaia im Nordwesten der Peloponnes bezeichnet. Einwohner Achaias gründeten auch einige Kolonien in Unteritalien und auf Zypern (s. Liste achaiischer Stadtgründungen).
In Homers Epen dagegen steht die Bezeichnung Achäer, neben Danaer und Argiver, allgemein für die Griechen, die gegen Troja kämpften.

## Geschichte
Ursprünglich siedelten die Achaier in der thessalischen Landschaft Phthiotis; der dortige Stamm wird daher als phthiotische Achaier bezeichnet. Im Zuge der dorischen Wanderung wurden sie dann nach Achaia verdrängt.
Die Achaier waren namensgebend für den Achaiischen Bund, einen gegen die makedonische Expansion ausgerichteten Städtebund (280–146 v. Chr.). Der Achaiische Bund beherrschte zeitweilig fast die ganze Peloponnes, bis er schließlich um 146 v. Chr. vom Römischen Reich erobert wurde.

## Ursprung
Für sehr heftige Diskussionen sorgte in der Forschung ab den 1920ern die Frage, ob sich die in hethitischen Schriftquellen erwähnten Aḫḫijawa mit den Achäern in Homers Epen verbinden lassen, es sich also um mykenische Griechen handeln könnte. Mittlerweile bejahen dies fast alle Althistoriker, Archäologen und auch Altorientalisten. In dem Fall wäre der Begriff Aḫḫijawa/Achaier nicht (nur) auf Griechen aus der Landschaft Achaia bezogen, sondern entweder – wie bei Homer – ein Sammelbegriff für die Griechen der Mykenischen Zeit oder die Bezeichnung für ein größeres mykenisches Reich gewesen. Auch die zur Zeit des Merenptah erwähnten und zu den sog. Seevölkern gerechneten Ekweš/Aqwaiwascha werden von einem Teil der Forschung mit Achijawa und Achaiern gleichgesetzt.